# Dave Winer
Dave Winer (nacido el 2 de mayo de 1955 en Queens, Nueva York) es un desarrollador de software, empresario y escritor estadounidense que vive en Nueva York. Winer es conocido por su aportación en el desarrollo de editores (outliner), secuencia de comandos, gestión de contenido, servicios web, blogosfera y podcast.
Es el fundador de la empresa Living Videotext, Userland Software y Small Picture Inc., el ex editor de la revista wev HotWired, el excolaborador científico de la Escuela de Derecho Harvard, y el científico invitado en el Instituto de Periodismo Arthur L. Carter para la Universidad de Nueva York.

## Proyectos

### 24 horas de democracia
En febrero de 1996 trabajando de comentarista en HotWired Winer organizó la protesta online “24 horas de democracia” contra una Ley que fue decretada no hacía mucho y que se refería al respeto a las conveniencias en las comunicaciones (Communications Decency Act, CDA). Dentro de los marcos de la protesta había más de 1000 personas, incluso el presidente de Microsoft Bill Gates, en la Internet se colocó el ensayo al tema de democracia, la libertad civil y la libertad de palabra.

### Podcast
En octubre de 2000 a solicitud de los usuarios Winer comenzó el trabajo sobre la nueva función en RSS 0.92. Winer decidió a hacer el nuevo elemento (“adjunto”) que iba a transmitir la dirección de archivo de media al agregador RSS.
El 11 de enero de 2001 Winer demostró la nueva función RSS habiendo adjuntado la canción Grateful Dead en su blog Scripting News.
En julio de 2003 Winer llamó a otros desarrolladores a asegurar el desarrollo de esta idea. En octubre de 2003 Kevin Marx transmitió el adjunto RSS a través de iTunes al iPod. Adam Curry sugirió a transmitir los archivos MP3 de Radio UserLand al iTunes. El término “podcast” fue sugerido por Ben Hammersly en febrero de 2004. En agosto de 2004 Winer y Curry lanzaron el primer podcast en la historia “The Daily Source Code”.
En junio de 2004 Winer lanzó el podcast “Morning Coffee Notes” en el que participan tales invitados como Doc Searls, Michael Kovalchik, Jason Calacanis, Steve Gillmor, Peter Rojas, Cecil Andrus, Adam Curry, Betsy Devine y otros.